# حلقه باستانی دروئیدها
حلقهٔ باستانی دروئیدها (انگلیسی: Ancient Order of Druids) یک سازمان برادری در لندن بود که در سال ۱۷۸۱ تأسیس شد و تا امروز فعال است. این حلقه نخستین گروه انگلیسی بود که بر مبنای نشان‌شناسی دروئیدهای باستانی تأسیس می‌شد و از پیشروان جنبش دروئیدگری بود.